# Contea di Monmouth (New Jersey)
La contea di Monmouth, in inglese Monmouth County, è una contea del New Jersey centrale negli Stati Uniti. Il capoluogo è Freehold. Fa parte dell'area metropolitana di New York.

## Geografia fisica
La contea si affaccia a nord sulla baia di Raritan e a est sull'Oceano Atlantico e ha un confine marittimo con la contea di Richmond e le contee di Kings e di Queens dello Stato di New York. A sud confina con la contea di Ocean, a sud-ovest con la contea di Burlington, a ovest con la contea di Mercer e a nord-ovest con la contea di Middlesex.
Il territorio è pianeggiante e solo nella parte settentrionale si elevano delle basse colline che raggiungono la massima altezza di 116 metri con la Crawford Hill. La costa presenta notevoli insenature come l'estuario di Navesink formato dal fiume Swimming e poco più a sud l'estuario di Shrewsbury. I due estuari si incontrano a Rumson. Il fiume Yellow Brook scorre nell'area centrale della contea e confluisce nel Navesink. A nord-est si estende la penisola di Sandy Hook che delimita a est la baia di Sandy Hook, che è parte della baia di Raritan. Nel sud della contea scorrono i fiumi Manasquan e Metedeconk che confluiscono nell'oceano con lunghi estuari. Nel sud-ovest scorre il Crosswicks Creek, un affluente del fiume Delaware.
Nella contea si trova parte del Gateway National Recreation Area.
Il capoluogo di contea è Freehold, posta nell'area centrale. Sulla costa sono situate le città di Long Branch, Asbury Park, Neptune City, Red Bank e Rumson. a West Long Branch si trova la Monmouth University.

## Storia
La regione era abitata dai nativi Lenape prima dell'arrivo dei coloni europei. La contea, una delle originarie del New Jersey, fu creata nel 1683 e deve il suo nome all'omonima città gallese situata nella contea di Monmouthshire.
Nel 1714 venne istituita la prima amministrazione di contea.
Nella contea fu combattuta durante la guerra d'indipendenza americana una delle battaglie decisive per l'esito della guerra. La battaglia di Monmouth fu combattuta nei pressi di Freehold il 28 giugno 1778. L'esercito coloniale guidato da George Washington sconfisse le truppe inglesi guidate dal generale Henry Clinton.

## Località
| - Aberdeen - township - Allenhurst - borough - Allentown - borough - Asbury Park - city - Atlantic Highlands - borough - Avon-by-the-Sea - borough - Belmar - borough - Bradley Beach - borough - Brielle - borough - Colts Neck - township - Deal - borough - Eatontown - borough - Englishtown - borough - Fair Haven - borough - Farmingdale - borough - Freehold - borough - Freehold Township - township - Hazlet - township | - Highlands - borough - Holmdel - township - Howell - township - Interlaken - borough - Keansburg - borough - Keyport - borough - Lake Como - borough - Little Silver - borough - Loch Arbour - village - Long Branch - city - Manalapan - township - Manasquan - borough - Marlboro - township - Matawan - borough - Middletown - township - Millstone - township - Monmouth Beach - borough - Neptune City - borough | - Neptune - township - Ocean - township - Oceanport - borough - Red Bank - borough - Roosevelt - borough - Rumson - borough - Sea Bright - borough - Sea Girt - borough - Shrewsbury - borough - Shrewsbury Township - township - Spring Lake - borough - Spring Lake Heights - borough - Tinton Falls - borough - Union Beach - borough - Upper Freehold - township - Wall - township - West Long Branch - borough |